# バルガ族
バルガ族(モンゴル語・ブリヤート語: Барга、中国語: 巴尔虎部)は、ブリヤート人を構成する部族の一つ。
伝統的な分布領域および人口の大部分は現在、中華人民共和国内蒙古自治区に属する。

## 歴史
清代、旧バルガ（ホーチン・バルガ）・新バルガ（シネ・バルガ）に大別される。旧バルガは、黒龍江将軍の管轄下でエヴェンキ、オロチョン、ダウールなどの諸部族とともに「索倫(ソロン)八旗」を構成していた。
1949年に建国した中華人民共和国は、人民を民族別に区分していずれかの民族に所属させる事業（＝民族識別工作）において、旧バルガを「ソロン八旗」の他の所属とは分離し、新バルガとともに、「蒙古族」を構成する下方単位と位置づけて現在に至っている。

## 著名人
1. マンライバートル・ベイス・ダムディンスレン（　- 1919年）

モンゴルのジェプツンダンパ政権が成立すると、故郷フルンボイルよりジェプツンダンパ政権のもとに馳せ参じ、国軍総司令官、チベット・モンゴル相互承認条約の締結員、下院議員などを歴任。1919年に中華民国軍がモンゴルを回復するため侵攻した際、逮捕・投獄され、獄死。